# Âmnion
Âmnion (português brasileiro) ou amnião (português europeu) é uma membrana que constitui a bolsa amniótica o qual envolve e protege o embrião. Derivada da somatopleura, que é a combinação do ectoderma com o mesoderma.

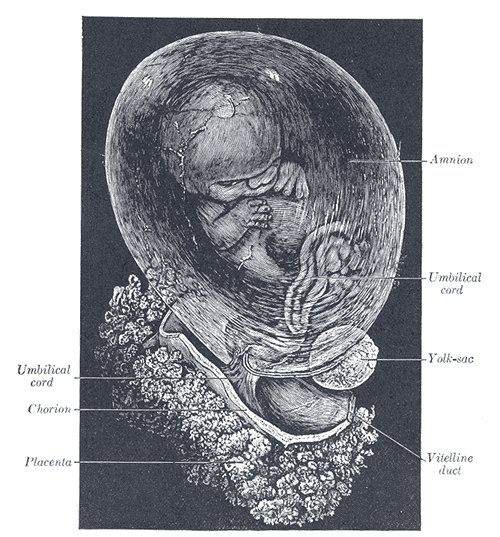
Um feto humano cercado da membrana âmnion.

As células amniogênicas (formadoras do âmnio) - os amnioblastos - se separam do epiblasto e revestem o âmnio, que envolve a cavidade amniótica. O epiblasto forma o assoalho da cavidade amniótica e é contínuo perifericamente com o âmnio.
Este tem a função de produção do líquido amniótico que protege o embrião contra choques mecânicos e dessecação, mantém a temperatura do corpo e permite a movimentação do embrião. Ocorre em répteis, aves e mamíferos.